# Bojalar
Bojalar es un grupo musical uzbeko. Sus miembros actuales más destacados son el solista Jahongir Poziljonov, y su productor Javlon Shodmonov, quien además aparece en numerosos videoclips del grupo. Es famoso en Uzbekistán y otros países de Asia central por sus éxitos "Nilufarim (Божалар - Нилуфарим)  "Anhor boyida" (Por el río), "Jiyda", "Ko'chada" (En la calle), "Kechir meni" (Olvídame), y discos como "Achchiq Hayot" (Una vida amarga)
La mayoría de sus componentes han participado también en el cine uzbeko, en películas como "Amakivachchalar", "Nortoy" o "Qalbaki Dunyo" entre otras.